# Rooksignaal

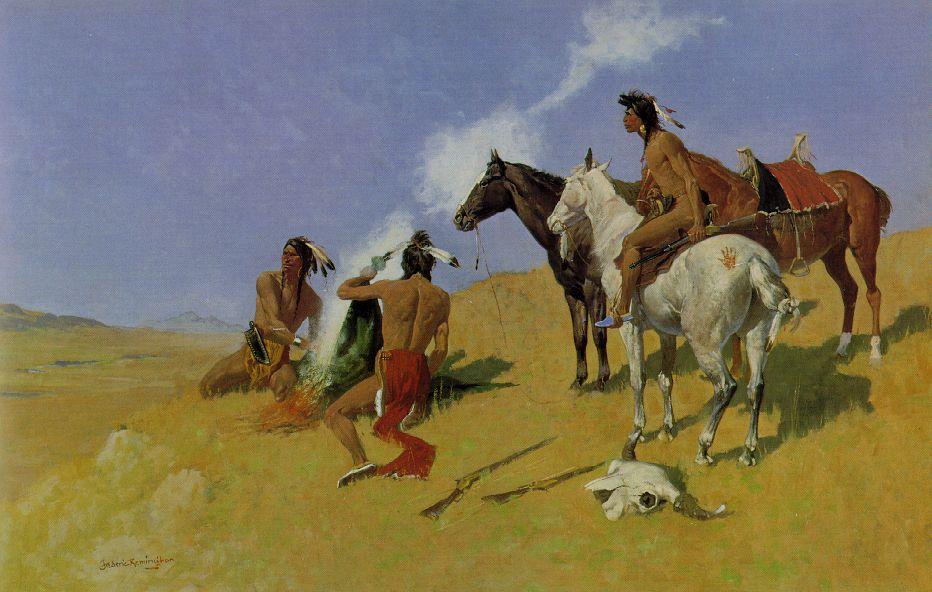
Indianen bezig met het maken van rooksignalen. Schilderij van Frederic Remington

Een rooksignaal is een vorm van optische telecommunicatie die over grote afstanden kan worden gebruikt. De methode is ontwikkeld op het Amerikaans continent en in China.
De rook wordt gemaakt door een vuur te bedekken met een deken en die vervolgens snel te verwijderen, zodat er met tussenpozen een korte of lange rookpluim kan ontsnappen. Door nat gras te gebruiken wordt veel rook geproduceerd. Ook door te zwaaien met rokende takken kan een rooksignaal worden gemaakt. Met voldoende oefening kan men de omvang, de vorm en tijdsinterval tussen de rookpluimen onder controle krijgen. Zo kunnen spiralen, losse puffen of parallelle lijnen gemaakt worden.
De rooksignalen kunnen over grote afstand worden waargenomen en zijn erg opvallend. Daarom werden de "zendstations" op zo groot mogelijke afstand van elkaar geplaatst.
Er bestaat geen standaard voor rooksignalen, zoals voor morsesignalen. Er moeten echter wel afspraken bestaan tussen de zender en de ontvanger. Daarom bevatten rooksignalen slechts eenvoudige berichten.

## Voorbeelden
Voorbeelden van rookstations zijn de stenen of aarden putten van de indianen.

### Chinese Muur
Bij de Chinese Muur werden de rooksignalen ingezet om de vijand te ontdekken en snel door te seinen

### Apache
Bij de Apache-indianen betekende een enkele rookpuf dat er een vreemde in aantocht was. Als er veel snel achter elkaar komende rookpuffen werden getoond, betekende dat dat er veel gewapende personen in aantocht waren.

### Yahgan
Bij de Yahgan werden rooksignalen gebruikt om boodschappen te versturen, wanneer er bijvoorbeeld een walvis aanspoelde. Men moest immers veel volk verwittigen om een dergelijke hoeveelheid vlees te kunnen verwerken voordat het zou gaan rotten. Ze gebruikten misschien ook rooksignalen bij andere gelegenheden, waardoor het mogelijk is dat Ferdinand Magellaan dergelijke vuren zag (die hem inspireerden om het landschap de naam Tierra del Fuego (Vuurland) te geven) maar het is ook mogelijk dat hij de rook of het licht van een natuurfenomeen zag.

### Europa
Een bekend gebruik in Europa dat nog steeds bestaat is de rook die uit de schoorsteen van de Sixtijnse Kapel komt bij de verkiezing van een nieuwe paus in Vaticaanstad. Dit is zwarte rook als er nog geen paus is en witte rook als er wel een nieuw paus is gekozen. Ook de Romeinen gebruikten rooksignalen op hun wachttorens, om te waarschuwen dat de vijand in aantocht was.
Een moderner voorbeeld is een rookboei, die echter niet meer als veiligheidsmiddel gebruikt mag worden. Ook worden signaalkogels of rookkolommen gebruikt als middel om te waarschuwen of voor plaatsbepaling.

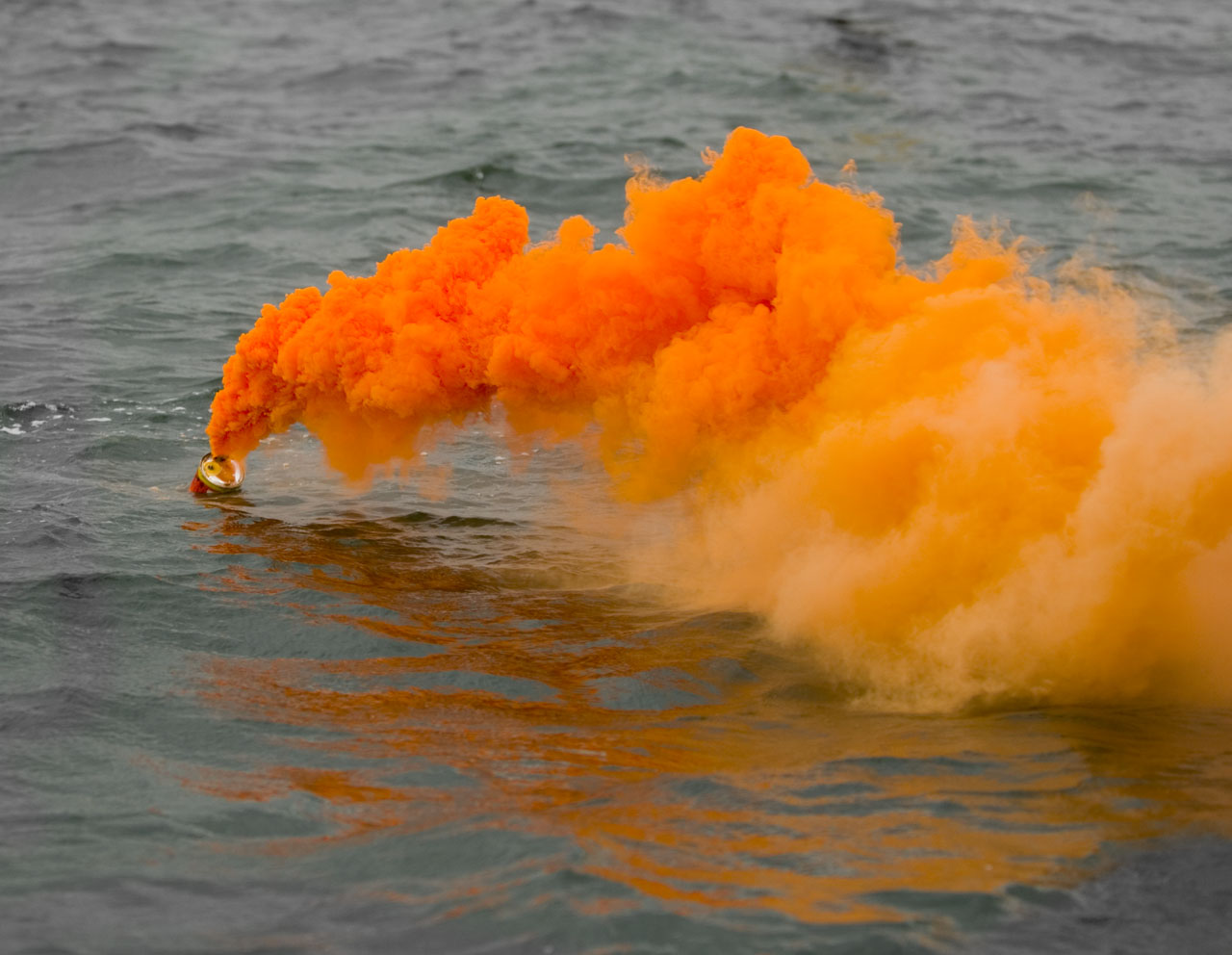
Rookboei
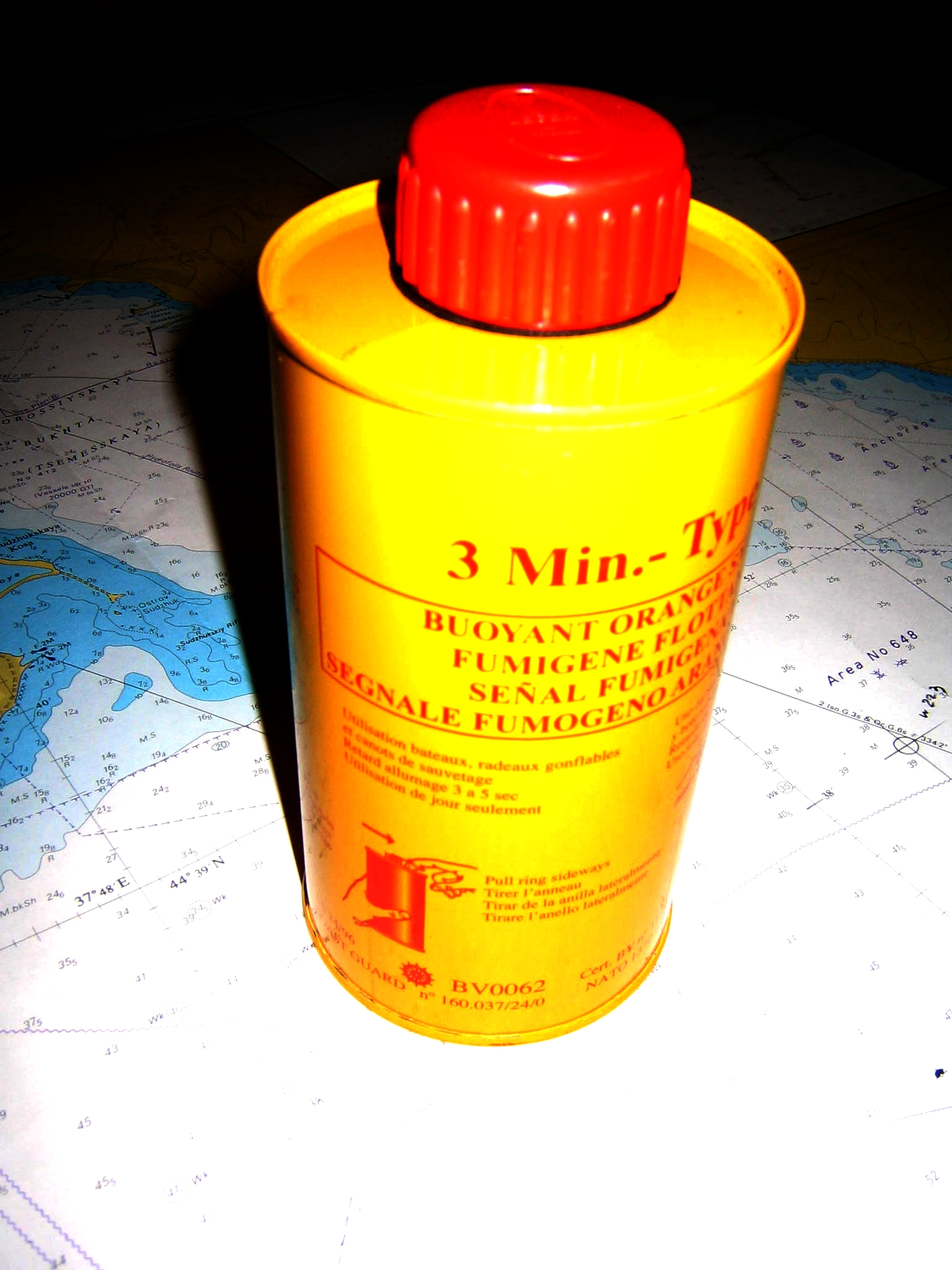
Rooksignaal

## Rooksignalen in gebruik
In de praktijk als communicatiemiddel werden rooksignalen niet veel gebruikt. Alleen door indianen werden de zeer simpele signalen toegepast.

### Eén vuurtje
De meeste rooksignalen hadden maar één rookpluim. Een lange rookpluim gaf het signaal aan dat de groep zich moest verzamelen. Een korte opstijgende rookwolk wilde zeggen dat er een vijand in het kamp was. Veel korte wolkjes betekende dat de vijand met velen was en goed bewapend.

### Meerdere vuurtjes
Sommige rooksignalen hadden meerdere vuurtjes nodig. Dat zijn er echter zeer weinig. Een rooksignaal met drie vuurtjes en alle drie lange pluimen betekenden dat het aangeraden was om te komen kijken, met als reden dat er goed nieuws was.